# Fontaine du Fellah

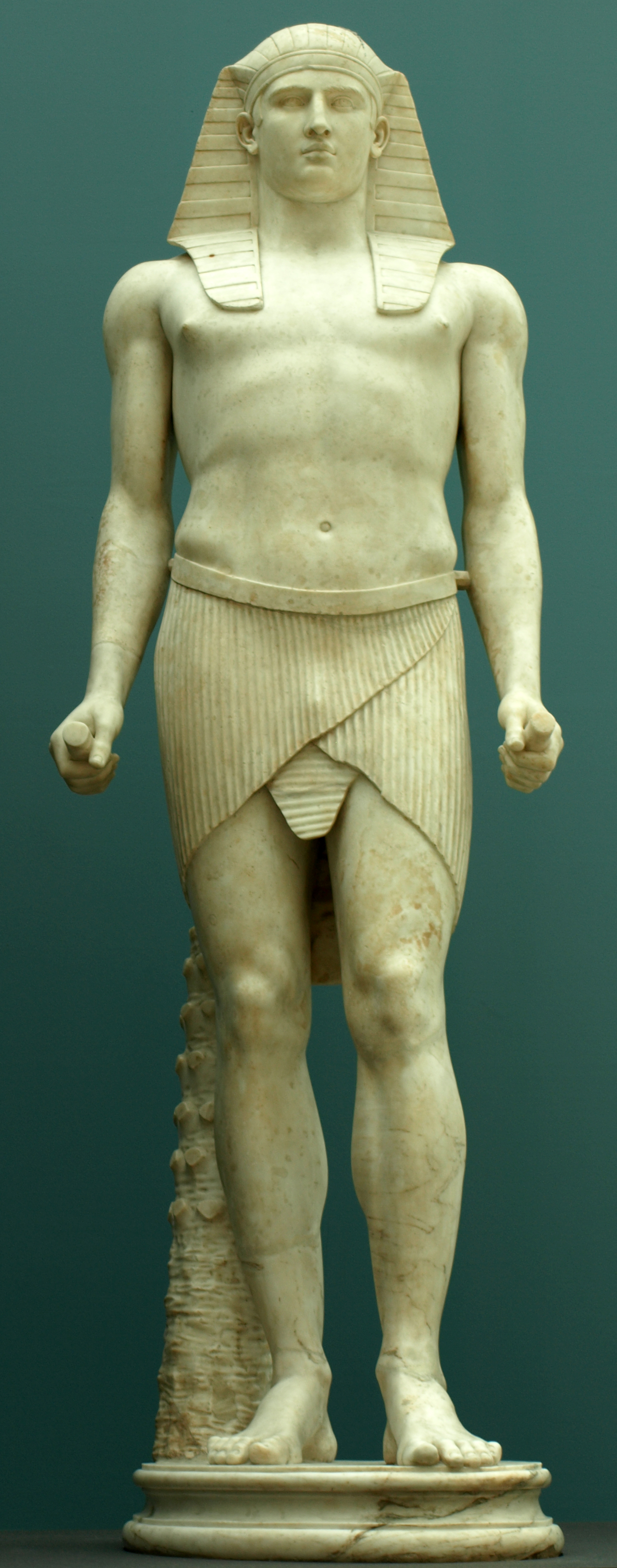
Questa statua del romano Antinoo vestito da Osiride, trovata nella villa Adriana a Tivoli nel 1739, pare sia stata il modello per la fontana

La Fontaine du Fellah, conosciuta anche come Fontana egiziana, situata al 52 rue de Sèvres nel VII arrondissement di Parigi, accanto all'ingresso della stazione della metropolitana Vaneau, fu costruita nel 1806 durante il dominio di Napoleone Bonaparte, nel neo-stile egizio ispirato alla campagna d'Egitto di Napoleone. È opera dell'architetto François-Jean Bralle e dello scultore Pierre-Nicolas Beauvallet. Dal 1977 è classificata monumento storico dal Ministero della Cultura francese.

## Storia
La Fontaine du Fellah era una delle quindici fontane fatte costruire da Napoleone per fornire, dal suo progetto del Canale dell'Ourcq, acqua potabile fresca alla popolazione di Parigi e per commemorare le sue campagne militari.  Costruita contro il muro di quello che allora era l'ospedale per malati incurabili, fu opera dell'architetto François-Jean Bralle, l'ingegnere capo dell'approvvigionamento idrico per la città di Parigi, che fu anche responsabile della ricostruzione della Fontana de' Medici nei Giardini del Lussemburgo  e di molte altre fontane. La decorazione scultorea fu realizzata da Pierre-Nicolas Beauvallet, che lavorò anche alla decorazione della colonna in Place Vendôme, e realizzò busti di molte figure rivoluzionarie. La presente statua è una copia di Jean-François Gechter dell'originale di Beauvalet.
La fontana è stata in funzione fino al 2005, quando è stata chiusa a causa di perdite nella vicina stazione della metropolitana Vaneau.

## Descrizione
Il titolo si riferisce a un fellah egiziano, o contadino, ma la statua sembra essere una copia di una statua romana di Antinoo, una delle preferite dell'imperatore Adriano, scoperta negli scavi della villa Adriana a Tivoli nel 1739. L'originale della statua si trova nei Musei Vaticani a Roma.
La figura tiene due anfore, una per mano. L'acqua veniva versata dalle anfore nella sottostante vasca semicircolare, poi cadeva attraverso una maschera in bronzo a forma di testa di leone. La parte superiore della fontana è decorata con un'aquila, a significare il dominio imperiale di Napoleone.